# Dallas (serial din 1978)
Dallas este un serial de televiziune american, difuzat în prime-time de postul CBS, între 2 aprilie 1978 și 3 mai 1991. Drama urmărește familia texană Ewing, deținătoare a companiei petroliere Ewing Oil și a terenurilor de creștere a vitelor din Southfork. Serialul prezintă o distribuție variată, cu actrița de teatru și film Barbara Bel Geddes în rolul senioarei familiei, Miss Ellie, Larry Hagman în rolul lacomului și intrigantului magnat al petrolului, J.R. Ewing, Patrick Duffy în rolul fratelui mezin bine intenționat, Bobby Ewing, Linda Gray în rolul suferindei Sue Ellen, soția alcoolică a lui  J.R., și Victoria Principal în rolul Pamelei Barnes Ewing, soția lui Bobby. Dallas a câștigat patru premii Emmy, inclusiv un premiu pentru cea mai bună actriță în rol principal într-un serial dramatic, în 1980, câștigat de Bel Geddes.
Serialul s-a remarcat prin momentele de tip cliffhanger, precum misterul „Who shot J.R.?”. Episodul „Who Done It”, din 1980, rămâne al doilea cel mai bine cotat episod prime-time din toate timpurile. Dallas a avut și un „Dream Season”, în care s-a dezvăluit că întregul sezon 9 a fost halucinația Pamelei Ewing. Cu 357 de episoade (14 sezoane), Dallas rămâne una dintre cele mai longevive drame prime-time din istoria televiziunii americane. În 2007, Dallas a fost inclus de revista Time în lista „100 Best TV Shows of All-Time”.
În ciuda cenzurii producțiilor occidentale în Europa de Est, serialul a fost difuzat în Republica Socialistă România, deoarece dictatorul Nicolae Ceaușescu voia să arate poporului său relele capitalismului. Efectul a fost invers, serialul contribuind la conștientizarea în rândul românilor a faptului că nivelul lor de trai era mult inferior celui din occident.
În 2010, TNT a anunțat comandarea unei adaptări actualizate a serialului Dallas. Serialul de relansare, continuând povestea familiei Ewing, a avut premiera pe TNT pe 13 iunie 2012, și a rulat timp de trei sezoane, încheindu-se pe 22 septembrie 2014.

## Premisa
Filmul Giant din 1956, cu Rock Hudson, Elizabeth Taylor și James Dean, este considerat a fi sursa de inspirație pentru Dallas. Ambele producții se concentrează pe lupta dintre petroliștii bogați și crescătorii de vite din Texas, la mijlocul și sfârșitul secolului XX. În plus, ambele producții au un personaj principal denumit în mod proeminent „J.R.”.
Dallas a debutat pe 2 aprilie 1978, ca o miniserie în cinci părți a postului CBS. Deși creată ca pilot pentru o lansare ulterioară, la momentul difuzării sale, nici producătorii și nici televiziunea nu sperau că va continua dincolo de aceste cinci episoade, și nu aveau planuri de expansiune. Miniseria a fost difuzată într-un interval orar de duminică seara, cunoscut pentru audiențele reduse. Cu toate acestea, s-a dovedit suficient de populară pentru a fi transformată într-un serial regulat. Cele cinci episoade pilot sunt acum denumite sezonul 1. Serialul este cunoscut pentru portretizarea bunăstării, sexului, intrigilor, conflictelor și luptelor pentru putere. De-a lungul întregii serii, premisa principală este rivalitatea de lungă durată dintre familiile Ewing și Barnes, ajunsă la apogeu atunci când fiica Barnes, Pamela (Victoria Principal), fuge cu fiul cel mai tânăr al familiei Ewing, Bobby (Patrick Duffy), în primul episod. Acțiunea serialului se desfășoară în mare parte în Dallas, Texas, și în comitatul fictiv Braddock, unde se află ferma Southfork.

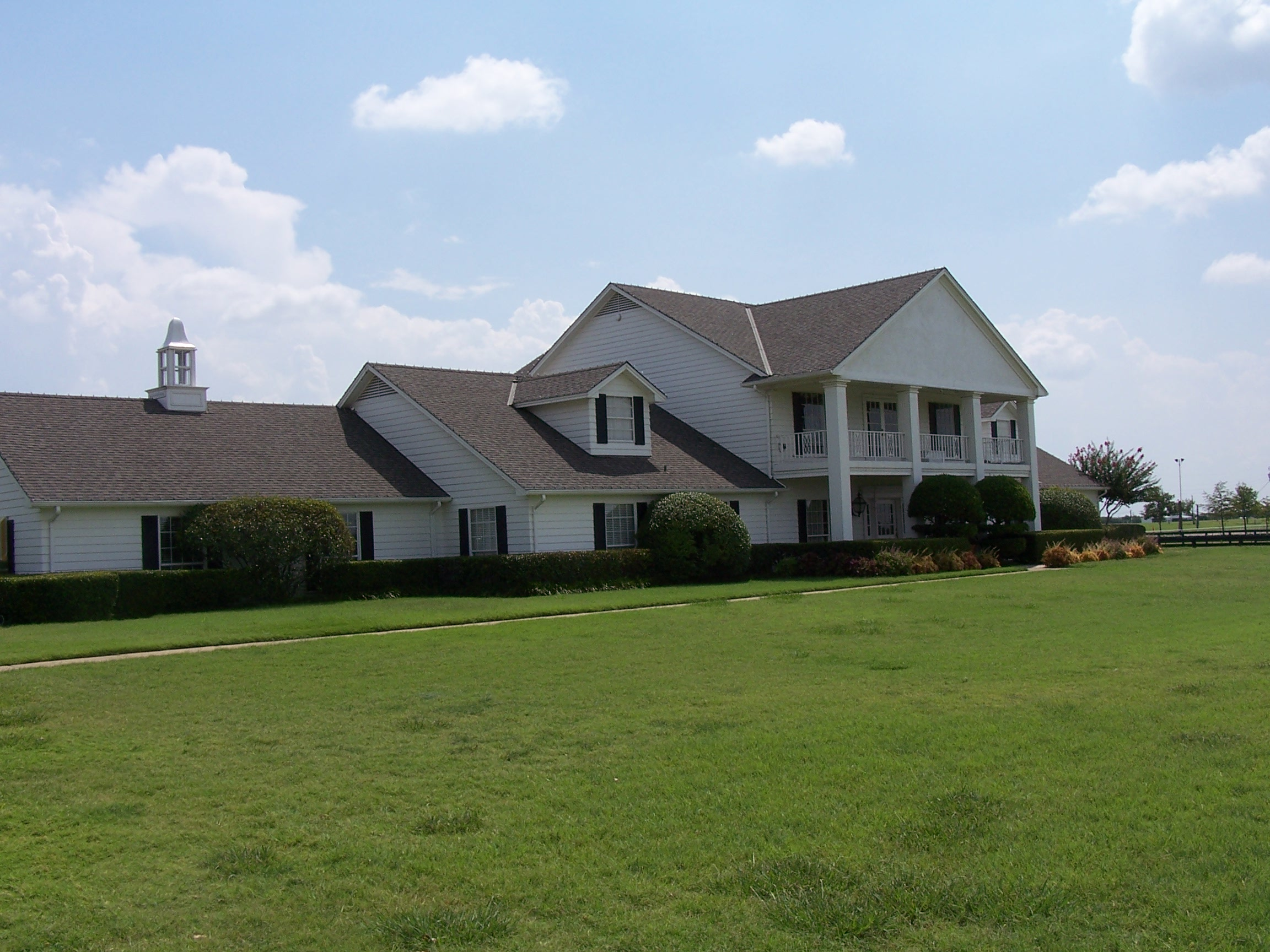
Southfork Ranch, reședința familiei Ewing

În anii 1930, petrolistul John Ross „Jock” Ewing (Jim Davis) și-ar fi înșelat partenerul de odinioară, Willard „Digger” Barnes (David Wayne/Keenan Wynn), la negocierile pentru compania Ewing Oil, și s-ar fi căsătorit cu singura iubire a lui Digger, Eleanor „Miss Ellie” Southworth (Barbara Bel Geddes/Donna Reed). Spre deosebire de Jock, domnișoara Ellie provenea dintr-un lung șir de fermieri cu o mare dragoste pentru pământ și vite. După căsătoria lor, ferma familiei Southworth, Southfork, a devenit casa familiei Ewing, unde Jock și Miss Ellie au crescut trei fii: J.R. (Larry Hagman), Gary (David Ackroyd/Ted Shackelford) și Bobby.
J.R., lipsit de scrupule, și într-un mariaj toxic cu fosta regină a frumuseții Miss Texas, Sue Ellen Shepard (Linda Gray), este adesea în contradicție cu Bobby, care dă dovadă de principii morale și integritate. Fiul mijlociu, Gary, este favoritul senioarei Ellie, deoarece prezintă trăsături de Southworth; cu toate acestea, Gary intră în conflict cu Jock și J.R. încă din copilărie, și este respins ca o verigă slabă. La 17 ani, Gary o întâlnește în secret pe chelnerița Valene Clements (Joan Van Ark), care dă naștere primului nepot al familiei Ewing - micuța și obraznica Lucy (Charlene Tilton). Deși Jock se atașează de Valene, și sprijină noua familie a lui Gary, J.R. îl presează pe Gary să dea în alcoolism, făcându-l să încheie afaceri proaste, ce îl motivează să fugă din Southfork. Cu Gary plecat, J.R. o persecută pe Valene până când aceasta părăsește ferma și statul, lăsând-o pe Lucy să fie crescută de bunicii paterni.
Pamela avusese anterior o scurtă aventură cu Ray, dar se îndrăgostește profund de Bobby, iar episodul pilot începe cu sosirea celor doi la Southfork Ranch ca proaspăt căsătoriți, șocând întreaga familie. J.R., care detestă familia Barnes, nu este mulțumit de faptul că Pam locuiește la Southfork, și încearcă în mod constant să compromită căsătoria ei cu Bobby. Între timp, fratele lui Pam, Cliff (Ken Kercheval), care a moștenit ura lui Digger față de familia Ewing, împărtășește obiecțiile lui J.R. cu privire la căsătorie, și continuă demersul tatălui său de a se răzbuna.

## Protagoniști

### J.R. Ewing

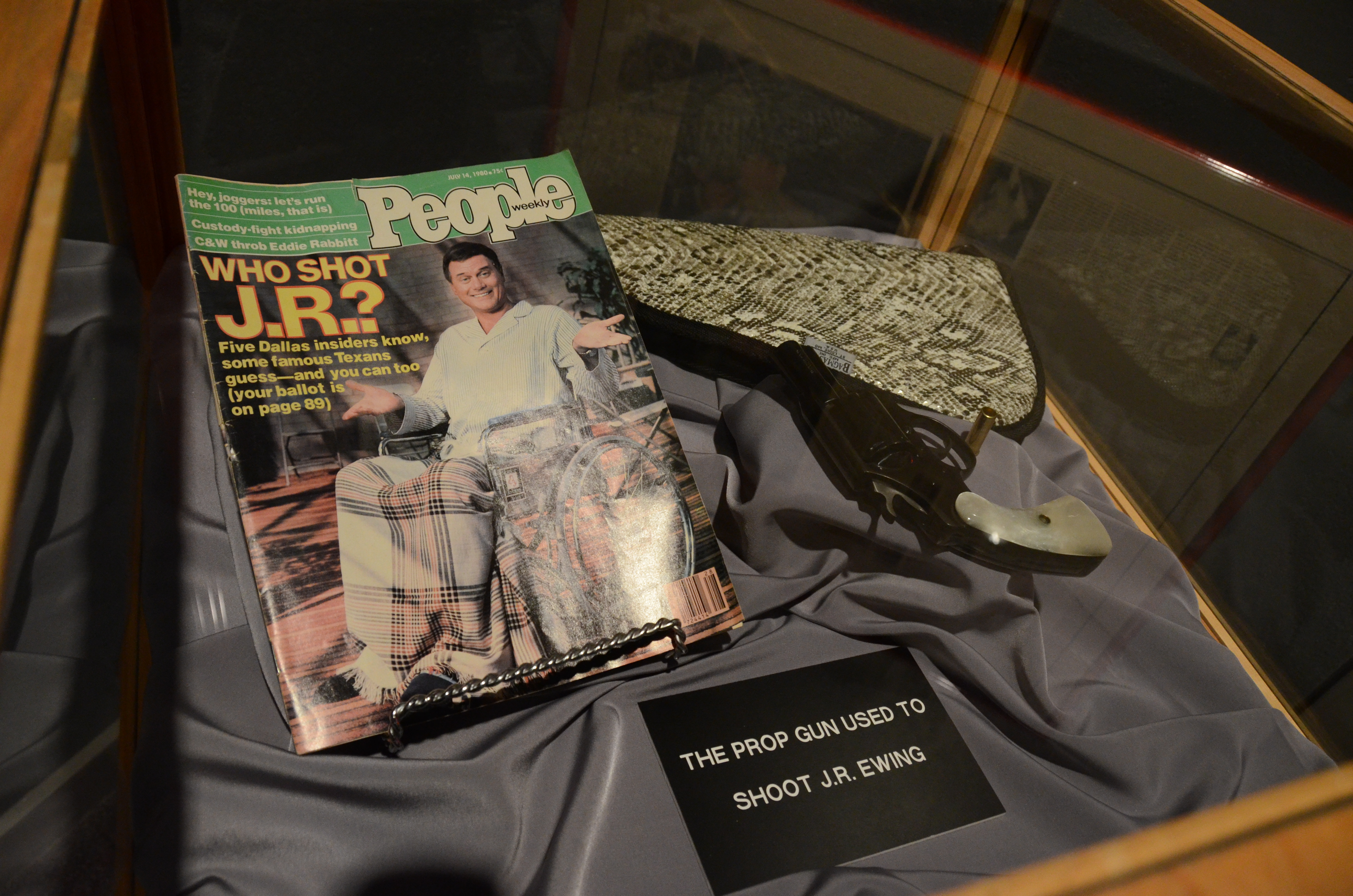
J.R. pe coperta revistei People, într-o apariție din timpul misterului „Who shot J.R.?”.

Ca cel mai faimos personaj din Dallas, John Ross „J.R.” Ewing Jr., interpretat de Larry Hagman, a jucat un rol central în multe dintre cele mai importante povești ale serialului. El este descris ca un baron al petrolului, lacom, egocentric, manipulator și amoral, cu tendințe psihopatice, care pune la cale în mod constant subterfugii pentru a prăda averea dușmanilor săi. Hagman este, de asemenea, singurul actor care a apărut în toate cele 357 de episoade ale serialului original (1978-1991).
Începând cu vârsta de cinci ani, J.R. a fost pregătit să devină moștenitorul tatălui său, Jock, la Ewing Oil, companie petrolieră condusă într-un mod foarte dur și nemilos. Revenit acasă după serviciul militar din Războiul din Vietnam, J.R. și-a început lunga carieră la Ewing Oil. Nu era interesat să lucreze la Southfork Ranch, care era în mare parte domeniul mamei sale, Miss Ellie, și al fraților Bobby și Ray Krebbs, dar avea o dorință puternică de a păstra Southfork în familie. În 1971, J.R. s-a căsătorit cu Sue Ellen Shepard (Linda Gray), fostă Miss Texas. Căsnicia lor a devenit din ce în ce mai turbulentă, J.R. ignorând-o mai întâi din cauza Ewing Oil, apoi având relații amoroase cu alte femei. La sfârșitul anilor 1970, Sue Ellen a devenit alcoolică. Cei doi au divorțat în 1981, pentru ca apoi să se recăsătorească în 1982, și să divorțeze din nou în 1988. În 1989, Sue Ellen se mută la Londra cu noul ei iubit, Don Lockwood (Ian McShane), cu care se căsătorește în 1991.
J.R. a avut două soții și trei copii pe parcursul derulării serialului. Fiul său cel mare, James Richard Beaumont (Sasha Mitchell), era dintr-o relație off-screen cu Vanessa Beaumont (Gayle Hunnicutt), care a avut loc în anii 1960, dar a fost adusă la cunoștință abia în 1989. Cel de-al doilea și cel mai iubit fiu al său este John Ross Ewing III (Omri Katz) de la prima sa soție, Sue Ellen, născut în 1979. Al treilea fiu al său este cel cu cea de-a doua soție, Cally (Cathy Podewell), născut în 1991.

### Sue Ellen Ewing

Sue Ellen Ewing, interpretată de Linda Gray

Poveștile lui Sue Ellen din sezonul 2 s-au concentrat pe lupta personajului cu alcoolul, și pe relația cu soțul ei, care se deteriorează lent. Ultimul episod al sezonului s-a concentrat pe nașterea fiului ei cu J.R., John Ross Ewing III. Deși relația ei cu J.R. nu este întotdeauna armonioasă, este un aspect semnificativ al caracterului ei general. Pe măsură ce serialul a progresat, Sue Ellen s-a afirmat ca personaj individual.
În 1978, Sue Ellen, singuratică, începe o aventură cu dușmanul lui J.R., Cliff Barnes (Ken Kercheval). La scurt timp după aceea, Sue Ellen se trezește însărcinată și crede că tatăl este Cliff, deoarece ea și J.R. au fost căsătoriți ani de zile fără să conceapă, iar în acel moment abia dacă mai aveau relații conjugale. Sue Ellen crede că îl iubește pe Cliff, dar nu este în stare să-l părăsească pe J.R.. Pentru a se consola, începe să bea mult în timpul sarcinii. Îngrijorat de siguranța copilului său nenăscut, J.R. o internează pe Sue Ellen într-un sanatoriu, în 1979, pentru a deveni abstinentă. Cu toate acestea, Sue Ellen reușește să continue să bea, evadează din sanatoriu beată, și face un accident de mașină. În timp ce se afla în spital, ea dă naștere unui băiat, John Ross Ewing III. După naștere, Sue Ellen devine puternic deprimată, și nu manifestă niciun interes față de copil. Începe apoi o aventură cu cowboy-ul de rodeo Dusty Farlow (Jared Martin), și intră sub tratament psihiatric. În cele din urmă, capătă puterea de a se conecta cu fiul ei.
Ani mai târziu, Gray a descris-o pe Sue Ellen ca fiind „unul dintre cele mai interesante personaje de televiziune din anii 1980. Ea a fost originala Nevastă disperată. A deschis calea pentru toate acele fete”.

### Bobby Ewing

Robert James sau „Bobby”, fratele mezin al familiei Ewing.

Cel mai tânăr fiu al lui Jock și al lui Miss Ellie Ewing, a fost interpretat de actorul Patrick Duffy (1978-1985, 1986-1991). Bobby fusese ucis în ultimul episod al sezonului 1984-1985, iar Patrick Duffy a părăsit serialul timp de un an. Bobby a revenit în celebra „scenă a dușului” de la sfârșitul sezonului următor. Ulterior, „revelația visului” a explicat accidentul și moartea sa ca fiind un vis al fostei soții a lui Bobby, Pamela Barnes Ewing (Victoria Principal). Cea mai definitorie trăsătură de caracter a lui Bobby a fost dorința sa altruistă de a face ceea ce trebuie. Acest lucru l-a pus aproape întotdeauna în vizorul fratelui său mai mare, J.R., cunoscut ca un petrolist viclean și nemilos. Bobby a fost unul dintre puținii oameni care au luat deschis poziție împotriva lui J.R. (uneori fizic), însă cei doi nu au uitat niciodată că sunt frați. În copilărie, și chiar și la vârsta adultă, Jock nu a făcut niciun secret din faptul că Bobby era fiul său preferat, iar Bobby era foarte dependent de sprijinul lui Jock în certurile sale cu fratele său mai mare. 
În primul episod al serialului Dallas, Bobby Ewing și-a adus noua soție pentru a-i cunoaște familia, la Southfork Ranch. Cu toate acestea, familia lui Bobby a fost consternată să descopere că soția lui Bobby era Pamela Barnes, fiica lui Digger Barnes, dușman înrăit al familiei Ewing. În 1982, Bobby și Pam au adoptat un băiat pe nume Christopher (Joshua Harris, inițial Eric Farlow), care era fiul biologic al surorii lui Sue Ellen, Kristin Shepard (Mary Crosby). Pam își dorise dintotdeauna un copil, dar era puțin probabil să poată avea unul al ei. Cumnata lui Bobby, Katherine Wentworth (Morgan Brittany), a dezvoltat mai târziu o pasiune neîmpărtășită pentru acesta. Katherine a destrămat căsătoria lui Bobby cu Pam, scriind o scrisoare (pretinzând că este Pam). Bobby s-a întors la iubita lui din copilărie, Jenna Wade (Priscilla Presley; anterior Morgan Fairchild și Francine Tacker), iar cei doi s-au logodit. Katherine l-a călcat pe Bobby cu mașina, iar acesta a murit la spital din cauza rănilor suferite. Un an mai târziu, poveștile din sezonul precedent, inclusiv accidentul și moartea lui Bobby, s-au demonstrat a fi doar un vis plăsmuit de Pam.

### Pamela Barnes Ewing

Pamela Barnes Ewing, prinsă între devotamentul pentru două familii.

La început, fratele lui Bobby, J.R. Ewing (Larry Hagman), o acuză pe Pamela că este un spion al fratelui ei, Cliff Barnes (Ken Kercheval), care construiește un proces împotriva Ewing Oil, susținând că i-a oferit lui Cliff un dosar foarte important al companiei. Bobby își apără viguros soția, iar familia află în cele din urmă că Pam este nevinovată. La scurt timp după episodul pilot, Pam rămâne însărcinată cu copilul lui Bobby. Cu toate acestea, ea se ceartă cu J.R. beat, și cade de pe grinda unui hambar, ceea ce îi provoacă avortul spontan.
După pierderea sarcinii, o mare parte din ostilitatea familiei se evaporă, cu excepția cazului lui J.R.. Acesta o disprețuiește în mod deschis pe ea și pe fratele ei. În 1979, medicul lui Digger îi spune lui Pam că Digger era purtător de neurofibromatoză, și că ea și Cliff, în calitate de copii ai acestuia, erau purtători. La scurt timp, Pam descoperă că este din nou însărcinată. Ca și înainte, însă, tragedia lovește, când un șarpe cu clopoței sperie calul lui Pam când aceasta se afla la călărie, și o aruncă, provocând un al doilea avort spontan. În 1980, Pam îl vede pe Digger murind încet și dureros ca urmare a deceniilor de consum excesiv de alcool. Pe patul de moarte, acesta îi spune lui Pam că ea nu este copilul său biologic, ci că s-a născut în urma unei aventuri pe care mama ei, Rebecca (Priscilla Pointer), a avut-o cu Hutch McKinney (William Watson). Copleșită de un sentiment de pierdere după moartea lui Digger și mărturisirea de pe patul de moarte, Pam face presiuni pentru a afla mai multe despre ce s-a întâmplat cu mama ei. Îi apare ideea - un vis născut din durere - că poate mama ei nu este moartă, până la urmă. Apoi, un detectiv particular scoate la iveală dovezi că mama ei nu murise, așa cum credea Digger, ci era în viață, în Houston. Între timp, Bobby preia Ewing Oil în timp ce J.R. este în convalescență după ce a fost împușcat. Pam își urmărește soțul cum se afundă tot mai mult în inima afacerilor, în efortul de a-și dovedi valoarea, și remarcă atracția instinctivă a lui Bobby pentru putere, despre care își dă seama că ar putea fi un pericol pentru căsnicia lor.

## Distribuție
| Actor/Actriță              | Rol                 |                    |                  |
| -------------------------- | ------------------- | ------------------ | ---------------- |
| Actor/Actriță              | Rol                 | Barbara Bel Geddes | Miss Ellie Ewing |
| Jim Davis                  | Jock Ewing          |                    |                  |
| Patrick Duffy              | Bobby Ewing         |                    |                  |
| Larry Hagman               | J.R. Ewing          |                    |                  |
| Victoria Principal         | Pamela Barnes Ewing |                    |                  |
| Charlene Tilton            | Lucy Ewing          |                    |                  |
| Linda Gray                 | Sue Ellen Ewing     |                    |                  |
| Steve Kanaly               | Ray Krebbs          |                    |                  |
| Ken Kercheval              | Cliff Barnes        |                    |                  |
| Susan Howard               | Donna Culver Krebbs |                    |                  |
| Howard Keel                | Clayton Farlow      |                    |                  |
| Priscilla Beaulieu Presley | Jenna Wade Krebbs   |                    |                  |
| Donna Reed                 | Miss Ellie Ewing    |                    |                  |
| Dack Rambo                 | Jack Ewing          |                    |                  |
| Sheree J. Wilson           | April Stevens Ewing |                    |                  |
| Kimberly Foster            | Michelle Stevens    |                    |                  |
| George Kennedy             | Carter McKay        |                    |                  |
| Cathy Podewell             | Cally Harper Ewing  |                    |                  |
| Sasha Mitchell             | James Beaumont      |                    |                  |
| Lesley-Anne Down           | Stephanie Rogers    |                    |                  |
| Barbara Stock              | Liz Adams           |                    |                  |

## Episoade

Copertă DVD a sezonului 7 din Dallas, prezentând protagoniștii și reședința Ewing.

| Sezonul | Sezonul | Episoade | Episoade | Premiera TV        | Premiera TV       |
| Sezonul | Sezonul | Episoade | Episoade | Prima transmisie   | Ultima transmisie |
| ------- | ------- | -------- | -------- | ------------------ | ----------------- |
|         | 1       | 5        | 5        | 2 aprilie 1978     | 30 aprilie 1978   |
|         | 2       | 24       | 24       | 23 septembrie 1978 | 6 aprilie 1979    |
|         | 3       | 25       | 25       | 21 septembrie 1979 | 21 martie 1980    |
|         | 4       | 23       | 23       | 7 noiembrie 1980   | 1 mai 1981        |
|         | 5       | 26       | 26       | 9 octombrie 1981   | 9 aprilie 1982    |
|         | 6       | 28       | 28       | 1 octombrie 1982   | 6 mai 1983        |
|         | 7       | 30       | 30       | 30 septembrie 1983 | 18 mai 1984       |
|         | 8       | 30       | 30       | 28 septembrie 1984 | 17 mai 1985       |
|         | 9       | 31       | 31       | 27 septembrie 1985 | 16 mai 1986       |
|         | 10      | 29       | 29       | 26 septembrie 1986 | 15 mai 1987       |
|         | 11      | 30       | 30       | 25 septembrie 1987 | 13 mai 1988       |
|         | 12      | 26       | 26       | 28 octombrie 1988  | 19 mai 1989       |
|         | 13      | 27       | 27       | 22 septembrie 1989 | 11 mai 1990       |
|         | 14      | 23       | 23       | 2 noiembrie 1990   | 3 mai 1991        |

## Impact
Se presupune că Dallas a contribuit parțial la grăbirea prăbușirii comunismului din Republica Socialistă România, țară din blocul răsăritean, în ultimii ani ai Războiului Rece. Președintele român Nicolae Ceaușescu a permis difuzarea Dallas, unul dintre puținele seriale occidentale care puteau fi difuzate în statul comunist, în anii 1980. Convingerea că serialul va fi văzut ca fiind anticapitalist s-a întors împotriva regimului, deoarece cetățenii români au dorit și au căutat stilul de viață luxos văzut în serial, în comparație cu situația despotică din România la acea vreme. La scurt timp după execuția lui Ceaușescu și a soției sale în ziua de Crăciun 1989, episodul pilot al serialului Dallas, care fusese editat pentru o scenă de sex, a fost unul dintre primele emisiuni occidentale difuzate la televiziunea română proaspăt eliberată. Popularitatea serialului Dallas în România este subiectul documentarului experimental Hotel Dallas din 2016, regizat de duo-ul de artiști Ungur & Huang, și avându-l ca protagonist pe Patrick Duffy, care joacă o sosie suprarealistă a personajului Bobby Ewing.
De asemenea, în părțile nordice ale Estoniei, ocupate de sovietici, Dallas a devenit popular atunci când a fost difuzat la televiziunea finlandeză, fiind vizionat ilegal pe televizoare sovietice modificate. În Uniunea Sovietică, mii de oameni conduceau în mod regulat până la extremitatea nordică a Estoniei pentru a prelua serialul la televiziunea finlandeză. Acest lucru a fost descris în documentarul din 2009 Disco and Atomic War.

## Familia Ewing
|  |  |  |  |  |  |            |            |            |            |                     |                     | Miss Ellie Southworth | Miss Ellie Southworth | Miss Ellie Southworth | Miss Ellie Southworth | Miss Ellie Southworth | Miss Ellie Southworth |                   |                   | Jock Ewing | Jock Ewing | Jock Ewing | Jock Ewing | Jock Ewing | Jock Ewing |            |            |            |            |              |              |              |              |              |              |  |  |                     |                     |                     |                     |                             |                             |                             |                             |                             |                             |             |             |                                   |                                   |                                   |                                   |                                   |                                   |            |            |            |            |  |  |            |            |            |            | Margaret Hunter Krebbs | Margaret Hunter Krebbs | Margaret Hunter Krebbs | Margaret Hunter Krebbs | Margaret Hunter Krebbs | Margaret Hunter Krebbs |
|  |  |  |  |  |  |            |            |            |            |                     |                     | Miss Ellie Southworth | Miss Ellie Southworth | Miss Ellie Southworth | Miss Ellie Southworth | Miss Ellie Southworth | Miss Ellie Southworth |                   |                   | Jock Ewing | Jock Ewing | Jock Ewing | Jock Ewing | Jock Ewing | Jock Ewing |            |            |            |            |              |              |              |              |              |              |  |  |                     |                     |                     |                     |                             |                             |                             |                             |                             |                             |             |             |                                   |                                   |                                   |                                   |                                   |                                   |            |            |            |            |  |  |            |            |            |            | Margaret Hunter Krebbs | Margaret Hunter Krebbs | Margaret Hunter Krebbs | Margaret Hunter Krebbs | Margaret Hunter Krebbs | Margaret Hunter Krebbs |
|  |  |  |  |  |  |            |            |            |            |                     |                     |                       |                       |                       |                       |                       |                       |                   |                   |            |            |            |            |            |            |            |            |            |            |              |              |              |              |              |              |  |  |                     |                     |                     |                     |                             |                             |                             |                             |                             |                             |             |             |                                   |                                   |                                   |                                   |                                   |                                   |            |            |            |            |  |  |            |            |            |            |                        |                        |                        |                        |                        |                        |
|  |  |  |  |  |  |            |            |            |            |                     |                     |                       |                       |                       |                       |                       |                       |                   |                   |            |            |            |            |            |            |            |            |            |            |              |              |              |              |              |              |  |  |                     |                     |                     |                     |                             |                             |                             |                             |                             |                             |             |             |                                   |                                   |                                   |                                   |                                   |                                   |            |            |            |            |  |  |            |            |            |            |                        |                        |                        |                        |                        |                        |
|  |  |  |  |  |  | J.R. Ewing | J.R. Ewing | J.R. Ewing | J.R. Ewing | J.R. Ewing          | J.R. Ewing          |                       |                       | Sue Ellen Shepard     | Sue Ellen Shepard     | Sue Ellen Shepard     | Sue Ellen Shepard     | Sue Ellen Shepard | Sue Ellen Shepard |            |            | Gary Ewing | Gary Ewing | Gary Ewing | Gary Ewing | Gary Ewing | Gary Ewing |            |            | Val Clements | Val Clements | Val Clements | Val Clements | Val Clements | Val Clements |  |  | Pamela Barnes Ewing | Pamela Barnes Ewing | Pamela Barnes Ewing | Pamela Barnes Ewing | Pamela Barnes Ewing         | Pamela Barnes Ewing         |                             |                             | Bobby Ewing                 | Bobby Ewing                 | Bobby Ewing | Bobby Ewing | Bobby Ewing                       | Bobby Ewing                       |                                   |                                   | Jenna Wade                        | Jenna Wade                        | Jenna Wade | Jenna Wade | Jenna Wade | Jenna Wade |  |  | Ray Krebbs | Ray Krebbs | Ray Krebbs | Ray Krebbs | Ray Krebbs             | Ray Krebbs             |                        |                        |                        |                        |
|  |  |  |  |  |  | J.R. Ewing | J.R. Ewing | J.R. Ewing | J.R. Ewing | J.R. Ewing          | J.R. Ewing          |                       |                       | Sue Ellen Shepard     | Sue Ellen Shepard     | Sue Ellen Shepard     | Sue Ellen Shepard     | Sue Ellen Shepard | Sue Ellen Shepard |            |            | Gary Ewing | Gary Ewing | Gary Ewing | Gary Ewing | Gary Ewing | Gary Ewing |            |            | Val Clements | Val Clements | Val Clements | Val Clements | Val Clements | Val Clements |  |  | Pamela Barnes Ewing | Pamela Barnes Ewing | Pamela Barnes Ewing | Pamela Barnes Ewing | Pamela Barnes Ewing         | Pamela Barnes Ewing         |                             |                             | Bobby Ewing                 | Bobby Ewing                 | Bobby Ewing | Bobby Ewing | Bobby Ewing                       | Bobby Ewing                       |                                   |                                   | Jenna Wade                        | Jenna Wade                        | Jenna Wade | Jenna Wade | Jenna Wade | Jenna Wade |  |  | Ray Krebbs | Ray Krebbs | Ray Krebbs | Ray Krebbs | Ray Krebbs             | Ray Krebbs             |                        |                        |                        |                        |
|  |  |  |  |  |  |            |            |            |            |                     |                     |                       |                       |                       |                       |                       |                       |                   |                   |            |            |            |            |            |            |            |            |            |            |              |              |              |              |              |              |  |  |                     |                     |                     |                     |                             |                             |                             |                             |                             |                             |             |             |                                   |                                   |                                   |                                   |                                   |                                   |            |            |            |            |  |  |            |            |            |            |                        |                        |                        |                        |                        |                        |
|  |  |  |  |  |  |            |            |            |            | John Ross Ewing III | John Ross Ewing III | John Ross Ewing III   | John Ross Ewing III   | John Ross Ewing III   | John Ross Ewing III   |                       |                       |                   |                   |            |            |            |            |            |            | Lucy Ewing | Lucy Ewing | Lucy Ewing | Lucy Ewing | Lucy Ewing   | Lucy Ewing   |              |              |              |              |  |  |                     |                     |                     |                     | Christopher Ewing (adoptat) | Christopher Ewing (adoptat) | Christopher Ewing (adoptat) | Christopher Ewing (adoptat) | Christopher Ewing (adoptat) | Christopher Ewing (adoptat) |             |             | Lucas Wade-Krebbs (înfiat de Ray) | Lucas Wade-Krebbs (înfiat de Ray) | Lucas Wade-Krebbs (înfiat de Ray) | Lucas Wade-Krebbs (înfiat de Ray) | Lucas Wade-Krebbs (înfiat de Ray) | Lucas Wade-Krebbs (înfiat de Ray) |            |            |            |            |  |  |            |            |            |            |                        |                        |                        |                        |                        |                        |